# Incidente de Mainila
O Incidente de Mainila (em finlandês:  Mainilan laukaukset) ocorreu em 26 de novembro de 1939, quando a artilharia soviética disparou contra a pequena localidade russa de Mainila (situada a norte de São Petersburgo), e os líderes soviéticos culparam a Finlândia de ter causado o ataque, alegando perdas militares e civis. A União Soviética utilizou este incidente como pretexto (casus belli) para iniciar a invasão da Finlândia quatro dias depois.

## Antecedentes
A União Soviética havia assinado tratados mútuos de não agressão com a Finlândia: o Tratado de Tartu, em 1920, o Pacto de não agressão soviético-finlandês, em 1932 — que foi renovado em 1934 —, e a Carta da Sociedade das Nações. O governo soviético tentou seguir uma tradição de legalismo e precisou de um "casus belli" para dar início à guerra. Anteriormente no mesmo ano, a Alemanha Nazista empreendeu um ataque parecido, o Incidente de Gleiwitz, cujo objetivo era criar um pretexto para abandonar seu pacto de não agressão com a Polônia. Além disso, os jogos de guerra soviéticos nos anos 1938 e 1939 baseavam-se em um cenário onde incidentes de fronteira, na localidade de Mainila, teriam desencadeado o conflito.

## O incidente

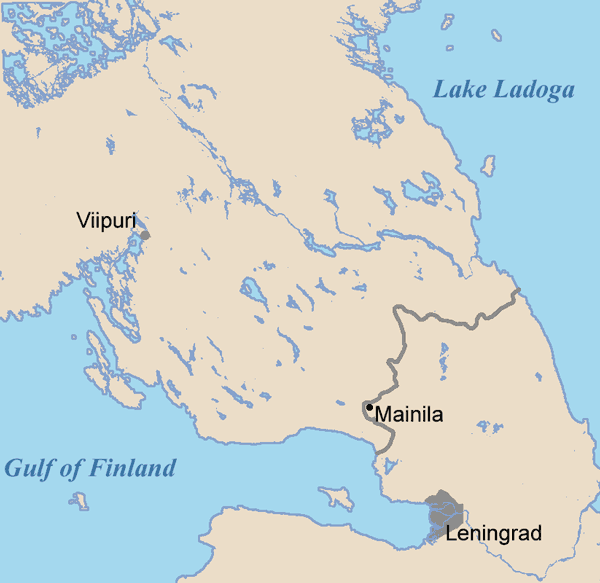
Localização de Mainila no Istmo da Carélia. As fronteiras são as anteriores à guerra.

Sete tiros foram disparados, e a queda de seus projéteis foi detectada por três postos de observação finlandeses. Essas testemunhas relataram que os projéteis detonaram a aproximadamente 800 metros dentro do território soviético. A Finlândia propôs uma investigação neutra acerca do incidente, mas a União Soviética recusou e cortou suas relações diplomáticas com a Finlândia em 29 de novembro.
Materiais encontrados nos arquivos particulares do dirigente do Partido Comunista da União Soviética, Andrei Zhdanov, sugerem fortemente que o incidente foi todo orquestrado a fim de retratar a Finlândia como um agressor e lançar uma ofensiva. Os finlandeses negaram veementemente que tivessem disparado contra a localidade; asseguraram que tinham retirado a sua artilharia da fronteira com o objetivo de prevenir um ataque acidental, pelo que Mainila tinha ficado fora de alcance.
Não obstante, isto não acalmou a União Soviética, que renunciou ao pacto de não agressão assinado com a Finlândia e em 30 de novembro de 1939 iniciou a Guerra de Inverno.

## Consequências
Os finlandeses conduziram imediatamente uma investigação, que concluiu que suas artilharias ou morteiros não possuíam capacidade de atingir a localidade de Mainila. O marechal Mannerheim havia ordenado que todas as armas de seu país ficassem fora de alcance. Guardas de fronteira da Finlândia que testemunharam o caso atestaram ter ouvido o som de fogos de artilharia vindo do lado soviético da fronteira.
O historiador russo Pavel Aptekar analisou documentos militares soviéticos, que foram tornados públicos, e, com base nos relatórios diários de tropas localizadas na região, constatou que não houve perdas humanas durante o período em questão, o que o levou a concluir que os disparos contra tropas soviéticas foi uma encenação.
Anos após o incidente, o primeiro-ministro da União Soviética, Nikita Khrushchev, declarou que os bombardeios contra Mainila foram organizados pelo marechal da artilharia, Grigory Kulik.
Em 1998, o Presidente da Rússia Boris Yeltsin aceitou que a guerra com a Finlândia não tinha sido defensiva, mas uma agressão.